# Jonas Lindblom
Jonas Lindblom, född 1967, är en svensk docent och sociolog, verksam vid Akademin för hälsa, vård och välfärd vid Mälardalens högskola.

## Verk
Lindblom har bland annat skrivit om massmedias neutralisering av kritiken mot ADHD och är publicerad i ett flertal vetenskapliga journaler som Acta sociologica, och Sociologisk forskning.